# مطار فيك
مطار فيك (بالعبرية: מנחת פיק) أو مطار بيك هو مطار محلي خاص يقع شرق بحيرة طبريا في هضبة الجولان السّورية المحتلة من إسرائيل.